# Genji Kuniyoshi
Genji Kuniyoshi (国吉 源次, Kuniyoshi Genji), né le 30 juin 1930 à Miyakojima, dans la préfecture d'Okinawa, et mort le 4 mai 2021, est un chanteur japonais de la musique folkloriques d'Okinawa (principalement des chansons folkloriques Miyako). Il est connu comme une figure de proue de Miyakojima Kayo.

## Biographie
Kuniyoshi naît en 1930 à Aragusuku, Gusukube, dans le district de Miyako à Okinawa (l'actuelle Miyakojima),,. Il aimait chanter depuis qu'il était enfant, et on dit qu'il était un garçon « chantant » tout le temps. Il a rejoint l'association des jeunes de Shinshiro à l'âge de 15 ans en 1945,. À l'âge de 20 ans, il a commencé à interpréter des chansons et du sanshin lors de spectacles locaux,. Après cela, il est devenu président de l'Association des jeunes de Shinshiro à l'âge de 24 ans et a joué un rôle actif dans la compétition à Miyakojima.
En 1965, Kuniyoshi décide de vivre sur le chemin des chansons folkloriques Miyako et se rend à Naha sur le Miyako Maru. L'année suivante, il est apparu dans le programme « Kin no Uta Gin no Uta » de Ryukyu Broadcasting. Il a chanté la chanson d'amour représentative « Irabu Togany » qui est transmise sur l'île d'Irabu dans les îles Miyako. Au 20e tournoi NHK Nodo Jiman du district d'Okinawa tenu le 13 février 1967, il remporte la division de la chanson folklorique, et démontre son talent exceptionnel sur l'île principale d'Okinawa. Le mois suivant, il a également participé à des compétitions nationales. Il a fait ses débuts à grande échelle en tant que chanteur folk. Il était apparu dans le programme « Kouhaku Uta Gassen - chanson folklorique du nouvel an » de Ryukyu Broadcasting pendant 25 années consécutives depuis 1968. Cette année, il a sorti le premier disque de chansons folkloriques Miyako après la guerre, à la suite du décret Tomori Akira d'avant-guerre,.
Bien que le premier récital de Kuniyoshi ait eu lieu dans sa ville natale de Miyakojima en 1969, le programme de représentation de deux jours a été prolongé à trois jours parce qu'il y avait trop de monde pour accueillir. Depuis, il a donné cinq récitals à Miyako. En 1971, il a ouvert un institut de recherche sur les chansons folkloriques à Naha et est apparu sur la « Bataille des chansons folkloriques de l'Est et de l'Ouest » d'Okinawa TV. Depuis, il est apparu dans l'émission pendant 20 années consécutives. En 1990, il a tenu un récital « le monde de Genji Kuniyoshi, quarante ans des arts de la scène » pour commémorer le 40e anniversaire des arts de la scène, mais a subi une intervention chirurgicale pour tumeur au cerveau deux fois en 1991 et 1993. Six mois après sa deuxième opération, il a recommencé à jouer pour de bon. En 1995, il sort son premier album CD « Hatsukoi ». En 1999, il a tenu un récital pour commémorer le 50e anniversaire des arts de la scène, « le monde de Genji Kuniyoshi, 50 ans des arts de la scène - l'essence des chansons folkloriques de Miyako au 20e siècle ».
En 2003, Kuniyoshi a été certifié la « personne de mérite culturel » dans la préfecture d'Okinawa. Dans le passé, il avait occupé des postes de direction tels que celui de président de la Ryukyu Folk Song Association (2e mandat), de président de la Miyako Comprehensive Performing Arts Association et de président de la Ryukyu Folk Song Preservation Society (2e mandat),. Il a été président de la Miyako Folk Song Preservation Society jusqu'à sa mort,.
L'épouse de Kuniyoshi est également le chanteur folklorique Miyako Yoshiko Kuniyoshi. Il est décédé du cancer de la prostate à 15 h 23 le 4 mai 2021. Il avait 90 ans.